# Réserve naturelle nationale de Cerbère-Banyuls
La réserve naturelle marine de Cerbère-Banyuls (RNN9) est une réserve naturelle nationale située en Occitanie. Première réserve marine française, elle a été créée en 1974 et couvre 650 hectares de mer entre Banyuls-sur-Mer et Cerbère dans les Pyrénées-Orientales sur un littoral soumis à une forte fréquentation touristique.

## Localisation
Le territoire de la réserve naturelle est dans le département des Pyrénées-Orientales, sur les communes de Banyuls-sur-Mer et Cerbère. Il est situé en bordure de la côte Vermeille, au pied du massif des Albères, entre l'île Grosse et le Cap Peyrefite à proximité de Cerbère. Il couvre 650 ha sur le domaine public maritime avec un linéaire de côte d'environ 6,5 km et une largeur d'environ 2 km.
Le plateau continental est étroit et de forte pente et l'on trouve des fonds de 60 m à moins de 2 kn du rivage, alors qu'on ne les rencontre qu'à 10 km de la côte sur les fonds sableux au nord du Racou, à Argelès-sur-Mer.
Le ruissellement des eaux sur les pentes des montagnes proches, le courant liguro-provençal amenant les alluvions du Rhône, et les vents souvent violents sont à l'origine de la présence dans l'eau de nombreuses particules minérales et organiques, qui contribuent à la richesse faunistique et floristique du milieu.

## Histoire du site et de la réserve

### Protection urgente
Dans les années 1970, la création de la réserve naturelle s'est imposée pour enrayer la destruction de la côte par le tourisme, la pêche et la pollution. La réserve avait donc comme mission urgente de défendre les espèces menacées, d'aider la recherche, de sensibiliser tous les publics à l'environnement et de favoriser intelligemment l'économie locale.

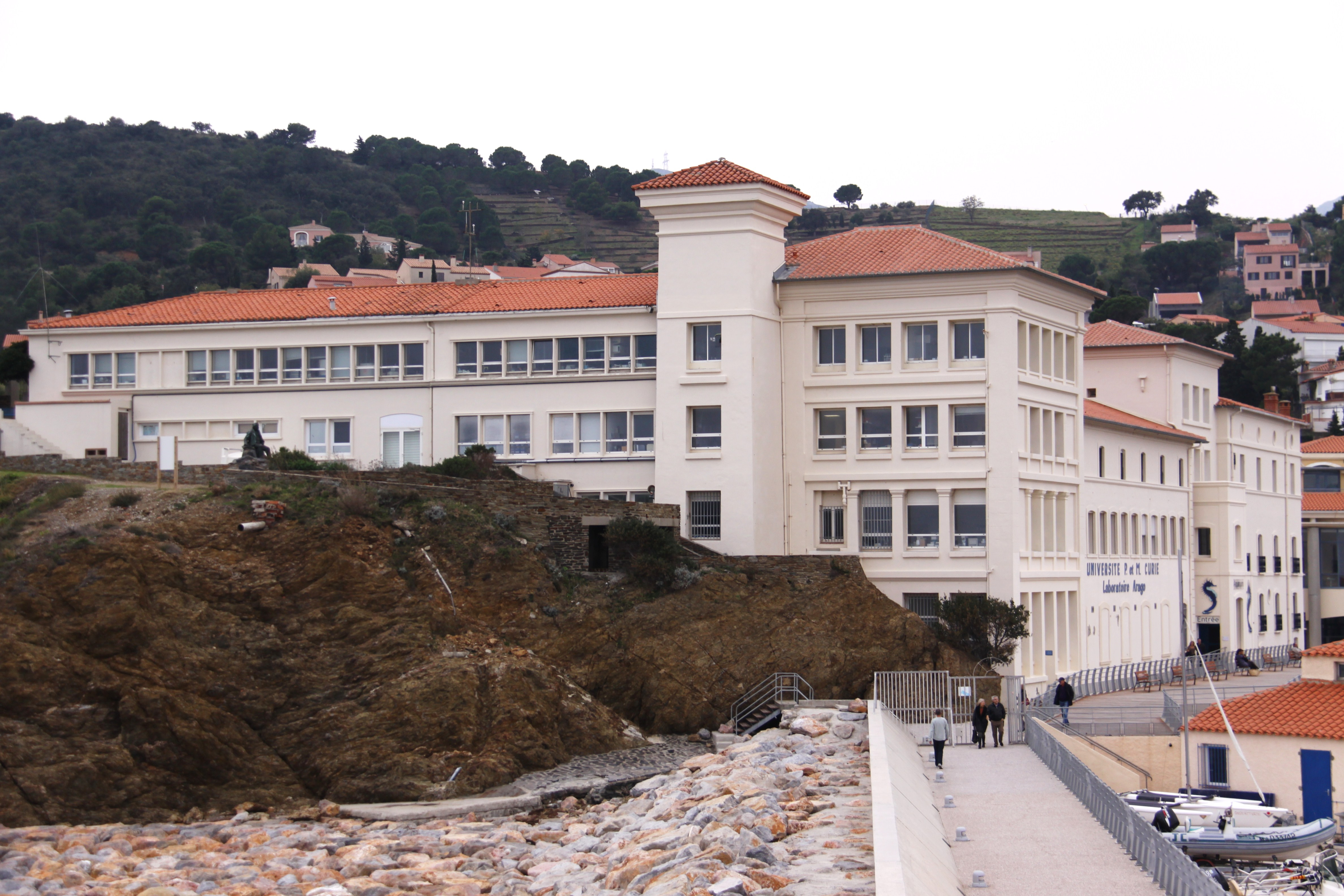
L'Observatoire océanologique.

La présence de l'Observatoire océanologique a permis d'étudier les milieux de la réserve naturelle et la grande biodiversité qu'ils abritent.

### Promotion de la nature
40 ans après, la faune et la flore ont retrouvé leur richesse et leur fécondité, et la réserve a désormais comme mission supplémentaire d'accueillir, dans un cadre très strict, les élèves pour des animations dans la réserve marine, et le grand public sur un sentier sous-marin spécialement aménagé pour lui permettre de découvrir les fonds marins en toute sécurité.
Des plongeurs effectuent régulièrement des comptages des poissons présents dans la réserve.

## Écologie (biodiversité, intérêt écopaysager)

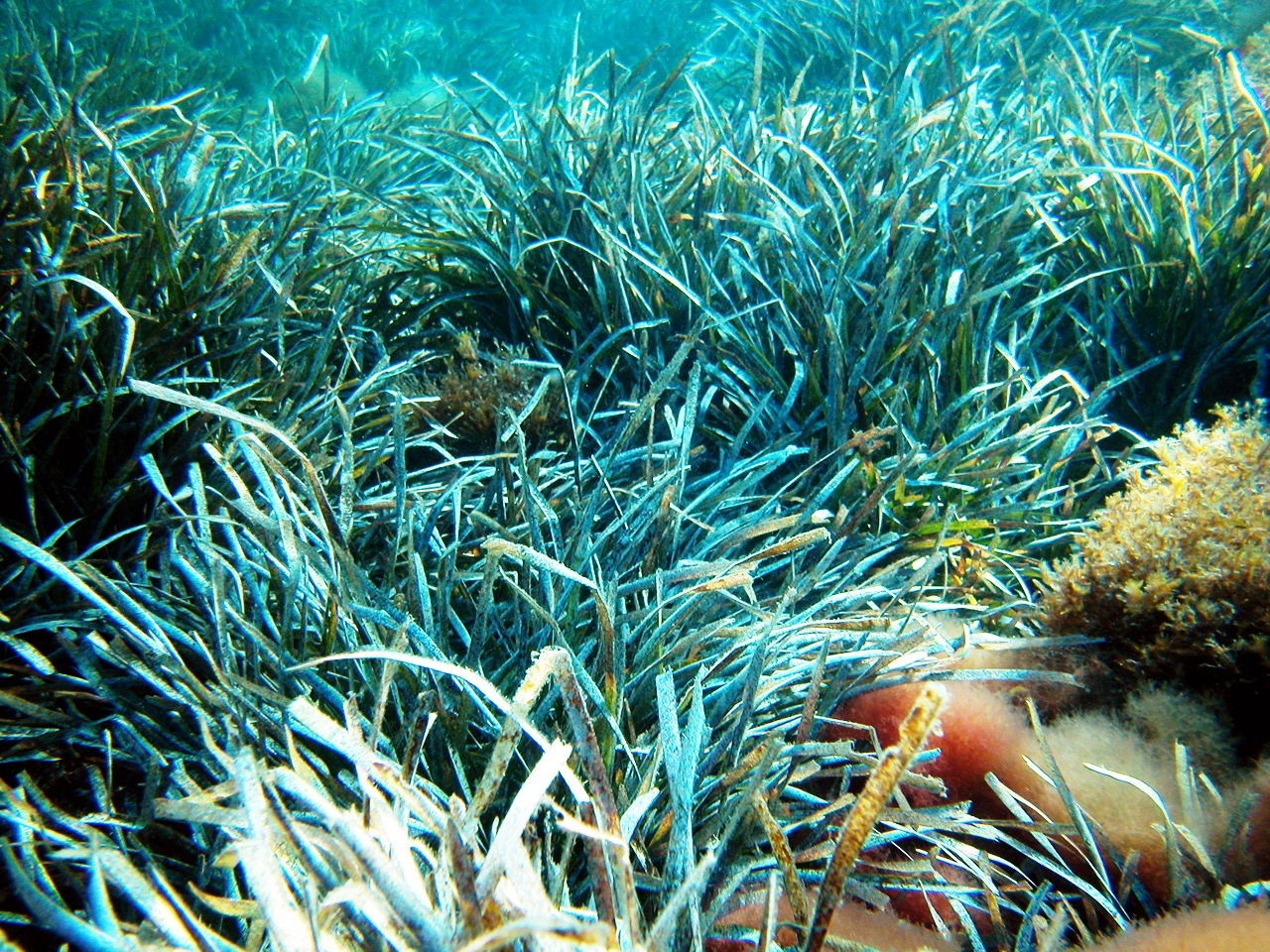
Les herbiers de Posidonie.

La réserve naturelle abrite les trois principaux habitats méditerranéens ayant pour base le développement de formes vivantes végétales. Ces habitats façonnent un paysage sous-marin très diversifié au sein d'unités écologiques plus homogènes constituées soit d'éboulis et de blocs rocheux issus de l'érosion des falaises, soit de roches massives, lieux de vie de la plupart des espèces communes de poisson. Ces habitats sont :
- Le trottoir à Lithophyllum : situé dans la zone de déferlement des vagues, notamment dans les endroits exposés aux vents dominants, il est composé d'un empilement d'algues calcaires, support d'une multitude d'espèces animales et végétales ;
- Les herbiers de Posidonie : ils assurent leur rôle de nurserie et site de reproduction pour plusieurs espèces. Ce sont des herbiers peu profonds car la faible pénétration de la lumière tend à faire remonter leur limite inférieure vers l'isobathe des 15 mètres ;
- Le coralligène : il est très bien développé essentiellement en prolongement des caps, et forme de multiples fissures et cavités. C'est l'habitat qui abrite le plus d'espèces de forme et de couleur très variées.

### Flore
La principale flore est constituée d'algues, et des herbiers de posidonie : cette plante est propice à la reproduction des espèces de poissons, véritable vivier protecteur. La cymodocée est également présente dans la réserve.

### Faune
Les espèces typiques des côtes rocheuses méditerranéennes y sont bien représentées : girelles, serrans (ou sarans), rougets, crénilabres, rascasses, saupes, gobies, congres... La création de la zone de protection renforcée, ou réserve dite « intégrale », a également permis le maintien de mérous dans cette zone entre Banyuls et Cerbère. Moins attirés par les rochers, on trouve plusieurs espèces de mulets, sars, dorades, oblades, bonites et autres pageots. Plus au large, plusieurs espèces de dauphins y séjournent régulièrement. Des observations d'espadons, barracudas ou môles (poisson-lune) y ont également déjà été faites. 
Les principaux mollusques sont : huîtres, moules, oursins, ormeaux, patelles (chapeaux chinois), murex, praires, gibbules et cérithes. On y trouve également des poulpes et seiches. 
Les principaux crustacés sont : crabes, crevettes, homards, langoustes et galathées.

## Intérêt touristique et pédagogique
La réserve naturelle dispose d'un sentier sous-marin, zone balisée et protégée des embarcations motorisées, surveillée par un maître-nageur aux heures d'ouverture. Il s'agit d'un espace d'environ 250 m de long, accessible depuis la plage de Peyrefite aux abords de la zone de protection renforcée du Rédéris.
Cette zone permet aux baigneurs, munis de masque et tuba, de découvrir un parcours sous-marin aménagé, leur permettant d'admirer des fonds typiques de la réserve grâce à des bouées, des panneaux d'informations immergés et même un système de tuba sonore diffusant des commentaires audiophoniques.

## Administration, plan de gestion, règlement
La réserve naturelle est gérée par le conseil général des Pyrénées-Orientales.

### Réglementation
- La chasse ou pêche sous-marine est interdite à l’intérieur de l’ensemble de la réserve.
- La plongée sous-marine est interdite dans le périmètre de la réserve intégrale, elle est autorisée dans le reste de la réserve marine.
- La baignade est autorisée dans l’ensemble de la réserve.
- La collecte des minéraux et des fossiles est interdite dans l’ensemble de la réserve, sauf autorisation délivrée à des fins scientifiques par le préfet après avis du comité consultatif.
- La circulation et le stationnement des bateaux sont réglementés par l'arrêté 1/2000 du 24/01/2000 du préfet maritime pour la Méditerranée :
  - Circulation : 5 nœuds maximum dans la bande continue des 300 mètres à partir de la côte, et 8 nœuds maximum dans le reste de la réserve.
  - Le Mouillage : interdit dans la réserve intégrale, sauf cas de force majeure, autorisé sur ancre dans le reste de la réserve ou sur bouée-coffre dans la zone du Cap l'Abeille.

#### Zone de protection partielle
- Pêche réglementée (tailles des prises, calibres et nombre d'hameçons)
- Plongée sous-marine réglementée
- Mouillage réglementé (zone de mouillage organisée au Cap l'Abeille)
- Pêche sous-marine interdite
- Récolte de fruits de mer interdite

#### Zone de protection renforcée
- Pêche interdite
- Mouillage interdit
- Récolte de fruits de mer interdite
- Plongée bouteille interdite
- Pêche sous-marine interdite

### Outils et statut juridique
La réserve naturelle a été créée par un arrêté ministériel du 26 février 1974. Un décret du 6 septembre 1990 a créé la réserve naturelle marine.